# 330 Dywizja Strzelecka (ZSRR)
330 Dywizja Strzelecka (ros. 330-я стрелковая дивизия) – związek taktyczny (dywizja) Armii Czerwonej.
Dywizja sformowana wobec ataku Niemiec na ZSRR. Od grudnia 1941 brała udział w walkach. Broniła Moskwy. Wyzwalała Nowomoskowsk, Bielow, Mohylew i Czausy, zajęła Grodno. Wojnę zakończyła w Gransee.